# Sonia K. Laflamme
Pour les articles homonymes, voir Laflamme.
Sonia K. Laflamme est une écrivaine québécoise pour la jeunesse, née en 1969 dans la banlieue de Québec à Saint-Romuald.

## Biographie
Elle étudie la criminologie, l’anthropologie et l’espagnol à l’Université de Montréal où elle a obtenu un baccalauréat ès sciences. Depuis le début des années 2000, elle se consacre principalement à la littérature pour la jeunesse (fiction).
Elle reçoit le Prix Communications et Société 2006 pour son roman Le Club des fous rires (2005, de la Paix).
Elle est membre du Conseil d'administration de l'Association des écrivains québécois pour la jeunesse (AEQJ) de 2004 à 2009 en plus d'en assumer la présidence de 2007 à 2009. Elle est aussi directrice littéraire aux Éditions de la Paix (2007-2009).
En plus de participer à des tournées québécoises, canadiennes et même en sol étranger (France, Haïti et El Salvador), et en dépit d'un diagnostic de Parkinson précoce tombé en 2012, elle organise de nombreux ateliers de structuration de récit et des présentations sur le métier d’auteur dans les écoles et les bibliothèques. Elle fait partie du Répertoire de ressources Culture-éducation du Ministère de la Culture, des Communications et de la Condition féminine du Québec.

## Publications
ROMAN POUR ADULTES (polar)
- Dopamine (2023) Montréal : Hugo & cie, 368 p.

ROMANS POUR LA JEUNESSE
Enquêtes de Sarto Duquette (romans policiers)
- La Main de fer (2015) Montréal : Les Éditions HMH, Atout, 292 p.
- Amnesia (2011) Montréal : Les Éditions Hurtubise, collection Atout policier, 288 p.
- Intra-muros (2009) Montréal : Les Éditions Hurtubise HMH, collection Atout policier, 312 p.

Trilogie Klondike (romans historiques)
- Klondike : 3. Entre chien et loup (2013) Montréal : Les Éditions Hurtubise, Hors-collection, 368 p.
- Klondike : 2. Les promesses de l'Eldorado (2012) Montréal : Les Éditions Hurtubise, Hors-collection, 368 p.
- Klondike : 1. La ruée vers l'or (2012) Montréal : Les Éditions Hurtubise, Hors-collection, 360 p.

Trilogie Pixie (romans science-fiction)
- Cap Liberté (2008) Gatineau : Les Éditions Vents d’Ouest, collection Girouette science-fiction, 192 p.
- Les Mutants de l’Éden (2005) Gatineau : Les Éditions Vents d’Ouest, collection Girouette science-fiction, 180 p.
- Paradigme 87 (2003) Gatineau : Les Éditions Vents d’Ouest, collection Girouette science-fiction, 176 p.

Série Gnomes Dépôt (romans fantaisistes)
- Gnomes Dépôt : 2. Les Soucis de monsieur Ivanov (2010) Montréal : Les Éditions Hurtubise, collection Caméléon, 96 p.
- Gnomes Dépôt : 1. La Bande à Darius (2010) Montréal : Les Éditions Hurtubise, collection Caméléon, 98 p.

Autres romans pour la jeunesse (genres variés)
- Le Dangereux Brouillard (2024) Saint-Lambert : Éditions Héritage, collection P'tites frousses, 48 p.
- Enquêtes sur mesure (2022) Montréal : Hugo & cie, 360 p.
- Mamu (2021) Montréal : Hugo & cie, 224 p.
- Scène de crime (2018) Montréal : Éditions Bayard Jeunesse Canada, collection Oser-Lire, 72 p.
- L’Arbre de Josué (2016) Montréal : Les Éditions Bayard Jeunesse Canada, Hors-collection, 240 p.
- Pas de deux (2013) Montréal : Les Éditions Hurtubise, Hors-collection, 248 p.
- L'Étoile des Mers (2012) Rosemère : Les Éditions Pierre Tisseyre, collection Sésame, 96 p.
- La Poupée de Florence (2009) Gatineau : Les Éditions Vents d’Ouest, collection Vive le vent ! 72 p.
- Les Pépins de Fabio (2009) Gatineau : Les Éditions Vents d’Ouest, collection Vive le vent ! 84 p.
- Les Lunettes de Clara (2007) Montréal : Les Éditions Hurtubise HMH, collection Caméléon, 80 p.
- Détour en enfer (2006) Gatineau : Les Éditions Vents d’Ouest, collection Girouette aventure, 240 p.
- L’Affaire Saint-Aubin (2005) Gatineau : Les Éditions Vents d’Ouest, collection Ado aventure, 144 p.
- La Prophétie de l’Ombre (2005) Gatineau : Les Éditions Vents d’Ouest, collection Ado fantastique, 272 p.
- Le Club des fous rires (2005) Saint-Alphonse-de-Granby : Les Éditions de la Paix, collection Dès 9 ans humour, 112 p.
- Le Catnappeur (2004) Gatineau : Les Éditions Vents d’Ouest, collection Ado aventure, 160 p.
- Le Chant des cloches (2004) Saint-Laurent : Les Éditions Pierre Tisseyre, collection Papillon histoire, 136 p.
- Le Grand Jaguar (2003) Hull : Les Éditions Vents d’Ouest, collection Ado aventure, 152 p.
- La Nuit de tous les vampires (2002) Hull : Les Éditions Vents d’Ouest, collection Ado fantastique, 144 p.
- La Malédiction (2001) Montréal : Les Éditions Hurtubise HMH, collection Atout, fantastique, 139 p.

Documentaires pour la jeunesse
- Emily Stowe, militante féministe (2021) Montréal : Éditions de l’Isatis, collection Bonjour l’histoire, 88 p.
- Laura Secord, une Loyaliste d’exception (2015) Montréal : Éditions de l’Isatis, collection Bonjour l’histoire, 88 p.
- Marie Rollet, mère de la Nouvelle-France (2011) Montréal : Les Éditions de l'Isatis, collection Bonjour l'histoire, 72 p.
- Les Hommes de maïs, mythe maya (2010) Montréal : Les Éditions de l’Isatis, collection Korrigan, 72 p.
- Le Pèlerin d’amour, conte andalou (2007) Montréal : Les Éditions de l’Isatis, collection Korrigan, 72 p.

Nouvelles pour la jeunesse
- « Le monstre » in Treize peurs (2015) Collectif sous la direction de Thomas Campbell. Montréal : Éditions Bayard Jeunesse Canada. Hors collection, pp. 164-177.
- « Karaté Chimp ! » in Un Animal ? Génial ! (2011) Collectif de l'AEQJ. Sous la direction de Marie-Andrée Clermont. AEQJ, pp. 73-93.
- « Une rose derrière les barbelés » in Héros du destin (2010) Collectif de l’AEQJ. Sous la direction de Marie-Andrée Clermont. Gatineau : Les Éditions Vents d’Ouest, collection Ado aventure, pp. 61-76.
- « La scène du crime » in L’Affaire est ketchup (2009) Collectif de l’AEQJ. Sous la direction de Marie-Andrée Clermont. Gatineau : Les Éditions Vents d’Ouest, collection Girouette aventure, pp. 231-242.
- « La Route 20 » dans Nuits d’épouvante (2008) Collectif de l’AEQJ. Sous la direction de Marie-Andrée Clermont. Gatineau : Les Éditions Vents d’Ouest, collection Ado aventure, p. 201-217.
- « Une journée de trop » dans Histoires de fous (2007) Collectif de l’AEQJ. Sous la direction de Marie-Andrée Clermont. Gatineau : Les Éditions Vents d’Ouest, collection Girouette aventure, p. 213-231.
- « Frères de sang » dans Bye-bye, les parents ! (2006) Collectif de l’AEQJ. Sous la direction de Marie-Andrée Clermont. Gatineau : Les Éditions Vents d’Ouest, collection Ado aventure, p. 139-151.
- « Le balai, le crapaud et la citrouille » dans Les baguettes en l’air (2005) Collectif de l’AEQJ. Sous la direction de Marie-Andrée Clermont. Gatineau : Les Éditions Vents d’Ouest, collection Girouette aventure, p. 211-232.
- « Le dernier amour » dans Virtuellement vôtre (2004) Collectif de l’AEQJ. Sous la direction de Marie-Andrée Clermont. Gatineau : Les Éditions Vents d’Ouest, collection Ado aventure, p. 53-69.

ESSAI SUR LE MÉTIER D'ÉCRIVAIN
- Des écrivains dans l’ombre : Écrire pour la jeunesse (2007) Montréal : Association des écrivains québécois pour la jeunesse, 74 p.

ARTICLES
- « Ford Mustang : 40 ans et pas une ride ! » in Magazine Summum (chronique Triper du mois d’août 2004)
- « Historic Route 66 » in Magazine Summum (chronique Triper du mois de juillet 2004)

AUTRES
Ouvrages de référence en prévention de la violence (auto-édition)
- À Lambert-Closse, le respect, ça paie ! Guide pratique du respect de l’autre. Cahier de l’élève (1995) 44 p.  (ISBN 2-9804849-1-1) (reliure à spirale)
- À Lambert-Closse, le respect, ça paie ! Répertoire d’activités en prévention de la violence (1995) 52 p.  (ISBN 2-9804849-0-3) (reliure à spirale)

## Affiliation professionnelle
- Membre du Répertoire de ressources Culture-éducation depuis 2008